# Mika Kaurismäki
Mika Juhani Kaurismäki (ur. 21 września 1955 w Orimattili) – fiński reżyser, scenarzysta i producent filmowy.

## Życiorys
Brat reżysera Akiego Kaurismäkiego. Jego bardziej znane filmy to: Opowieści erotyczne, Los Angeles bez mapy i Brasileirinho. Muzyka słońca.
W latach 90. współpracował z polską grupą muzyczną Houk. Muzyka zespołu była wykorzystywana w ścieżce dźwiękowej do filmów reżysera, zaś fragmenty jego filmów wykorzystano w teledyskach grupy.

## Wybrana filmografia

### Reżyser
- 1990: Amazonia
- 1993: Ostatnia granica (The Last Border)
- 1996: Stan gotowości (Condition Red)
- 1998: Los Angeles bez mapy
- 2005: Brasileirinho. Muzyka słońca (Brasileirinho - Grandes Encontros do Choro)
- 2012: Droga na północ (Tie pohjoiseen)

### Scenarzysta
- 1990: Amazonia
- 1996: Opowieści erotyczne
- 1998: Los Angeles bez mapy
- 2005: Brasileirinho. Muzyka słońca

### Producent
- 1983: Zbrodnia i kara
- 1986: Cienie w raju
- 1990: Amazonia
- 1997: Spokojna wieś
- 2005: Brasileirinho. Muzyka słońca

### Montaż
- 1996: Opowieści erotyczne